# Lalla Miranda
Lalla Miranda (1874-1944) est une soprano colorature australienne qui s'est produite principalement en Belgique, en France et au Royaume-Uni. 

## Biographie
Née à Melbourne en Australie, elle est la fille des chanteurs d'opéra David Miranda et Annetta Hirst et la sœur de la chanteuse d'opéra Beatrice Miranda. Après des études à Londres et à Paris, elle fait ses débuts à l'opéra de La Haye, en 1898. Elle a ensuite joué dans de nombreux opéras à Amsterdam au cours des années suivantes. En 1899, elle est artiste en résidence au Théâtre de la Monnaie. Elle fait plusieurs apparitions au Palais Garnier à Paris et dans les salles de province au cours des deux premières décennies du 20e siècle. En 1900-1901 et de 1907-1911 elle se produit au Royal Opera House à Londres. 
En 1910, elle est engagée à la fois à la Manhattan Opera Company et à la Compagnie d'opéra de Philadelphie (en). Elle a notamment ouvert la saison 1910 au Manhattan Opéra dans le rôle-titre de Lucia di Lammermoorde Donizetti, un rôle pour lequel elle est célèbre. À New York et à Philadelphie, elle chante également le rôle de Gilda dans Rigoletto, Olympia dans Les Contes d'Hoffmann, et le rôle titre dans Lakmé. 
Après 1918, elle est principalement active avec la Compagnie d'opéra Carl-Rosa (en). Elle prend sa retraite au début des années 1920. Elle a fait seulement quelques enregistrements avec Pathé.